# Nessuno mi troverà
Nessuno mi troverà è un film documentario del 2015 diretto da Egidio Eronico sulla vita e la scomparsa del fisico siciliano Ettore Majorana.

## Trama
Il film ripercorre la vita del fisico catanese Ettore Majorana, scomparso in circostanze misteriose il 27 marzo 1938, ed analizza tutti i passaggi salienti relativi alla sua  sparizione, concentrandosi sull'approfondimento delle molteplici ipotesi (più o meno fantasiose) formulate nel corso degli anni da scienziati, storici e letterati.

## Produzione
Il film si basa sulle numerose ipotesi formulate in seguito alla sparizione di Ettore Majorana, concentrandosi principalmente sugli aspetti più deboli e controversi che hanno segnato indelebilmente la figura storica del fisico siciliano. Per la prima volta vengono coinvolti nel progetto alcuni dei parenti ancora in vita di Ettore Majorana (Ettore Majorana Jr e Wolfgang Fabio Schultze), che hanno fornito alla produzione un numero considerevole di carteggi e fotografie fino ad ora poco conosciute al grande pubblico.
Il film mischia il genere documentaristico al genere di animazione, utile a ricostruire gli ultimi istanti della vita del fisico catanese; per questo motivo la produzione si è avvalsa della collaborazione del Centro Sperimentale di Cinematografia di Torino. I fisici Nadia Robotti e Francesco Guerra, esperti conoscitori della storia e del percorso accademico di Ettore Majorana, hanno contribuito alla stesura del film fornendo la propria consulenza scientifica.

### Riprese
Le riprese hanno riguardato Roma (la città dove Ettore ha mosso i primi passi nel mondo della fisica internazionale), Catania (città natale), Parigi (dove risiedono il fisico Etienne Klein e lo scrittore Jordi Bonnels), Napoli (città nella quale Ettore Majorana ottenne la cattedra universitaria) e Palermo (ultimo luogo in cui è stato avvistato il fisico catanese).

### Distribuzione
Il film è stato distribuito nelle sale cinematografiche dal 15 aprile 2016 grazie alla distribuzione di Istituto Luce - Cinecittà, che ha contribuito alla produzione del film fornendo alcuni dei materiali video e fotografici di archivio, ed è stato acquistato da Sky Cinema Cult nel 2017.